# Concierto de una noche de verano de la Filarmónica de Viena

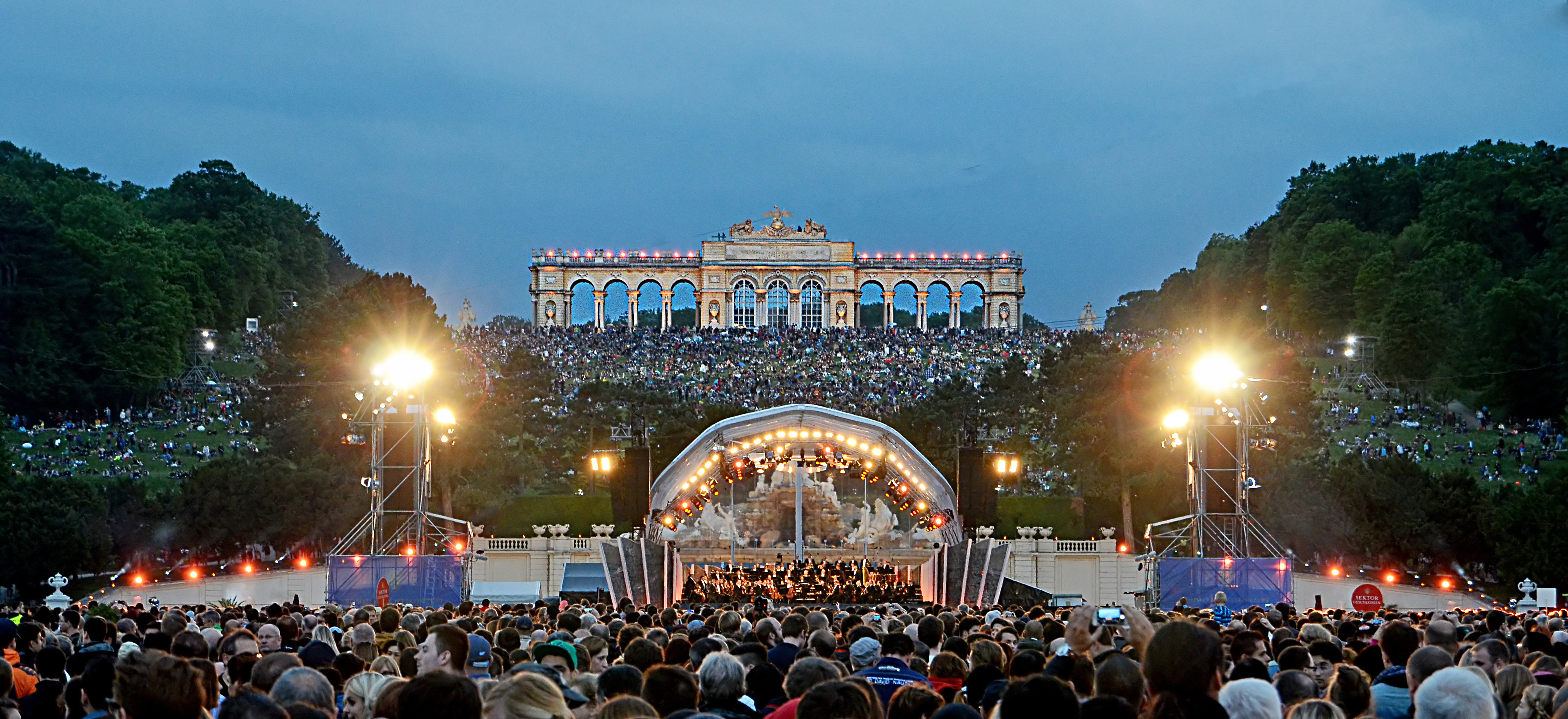
Vista desde el palacio de Schönbrunn hacia el escenario frente a la fuente de Neptuno 2015

Desde 2008, el Concierto de una noche de verano de la Filarmónica de Viena es el título del concierto de la Filarmónica de Viena, que se celebra anualmente desde 2004 en el Parque del Palacio de Schönbrunn en Viena. Los conciertos tienen lugar al aire libre, con el escenario detrás del palacio; hasta el 2016, el escenario estaba delante de la fuente de Neptuno orientado hacia el palacio. A partir del 2017 se colocó justo detrás del palacio y orientado hacia la Glorieta y la fuente de Neptuno. Los conciertos empiezan al anochecer. La entrada es libre y los grandes pasillos de los jardines se llenan de unos 50.000 a 140.000 (2007) espectadores.

## Conciertos
El evento se celebró por primera vez el 25 de mayo de 2004 con motivo de la ampliación de la Unión Europea e inicialmente se tituló “Concierto para Europa”. Este concierto tuvo lugar por invitación del gobierno federal austriaco. El director era Bobby McFerrin y el programa incluía piezas de obras de música clásica de compositores de ocho países europeos. Según el organizador, al concierto asistieron 90.000 personas, aunque sólo se esperaban 30.000. 
En 2005, Zubin Mehta dirigió el programa. En 2006, cuando el concierto se pospuso por cuestiones meteorológicas, dirigió Plácido Domingo y en 2007, cuando se batió un nuevo récord de asistencia con 140.000 invitados, la Filarmónica de Viena tocó bajo la dirección de Valéry Gergiev .
El concierto de 2008, dirigido por Georges Prêtre, tuvo lugar por primera vez bajo el nombre de “Concierto de una noche de verano”. En 2009 dirigió Daniel Barenboim. En 2010 dirigió el concierto Franz Welser-Möst y el solista fue Yefim Bronfman al piano. En 2011, el director ruso Valery Gergiev dirigió y el violinista Benjamin Schmid actuó como solista. Dado que la Filarmónica tiene una estrecha conexión con Japón, el concierto se llevó a cabo como un evento benéfico para apoyar a las víctimas del terremoto de Tōhoku de 2011. 90 emisoras de televisión lo retransmiten de forma simultánea o diferida. 

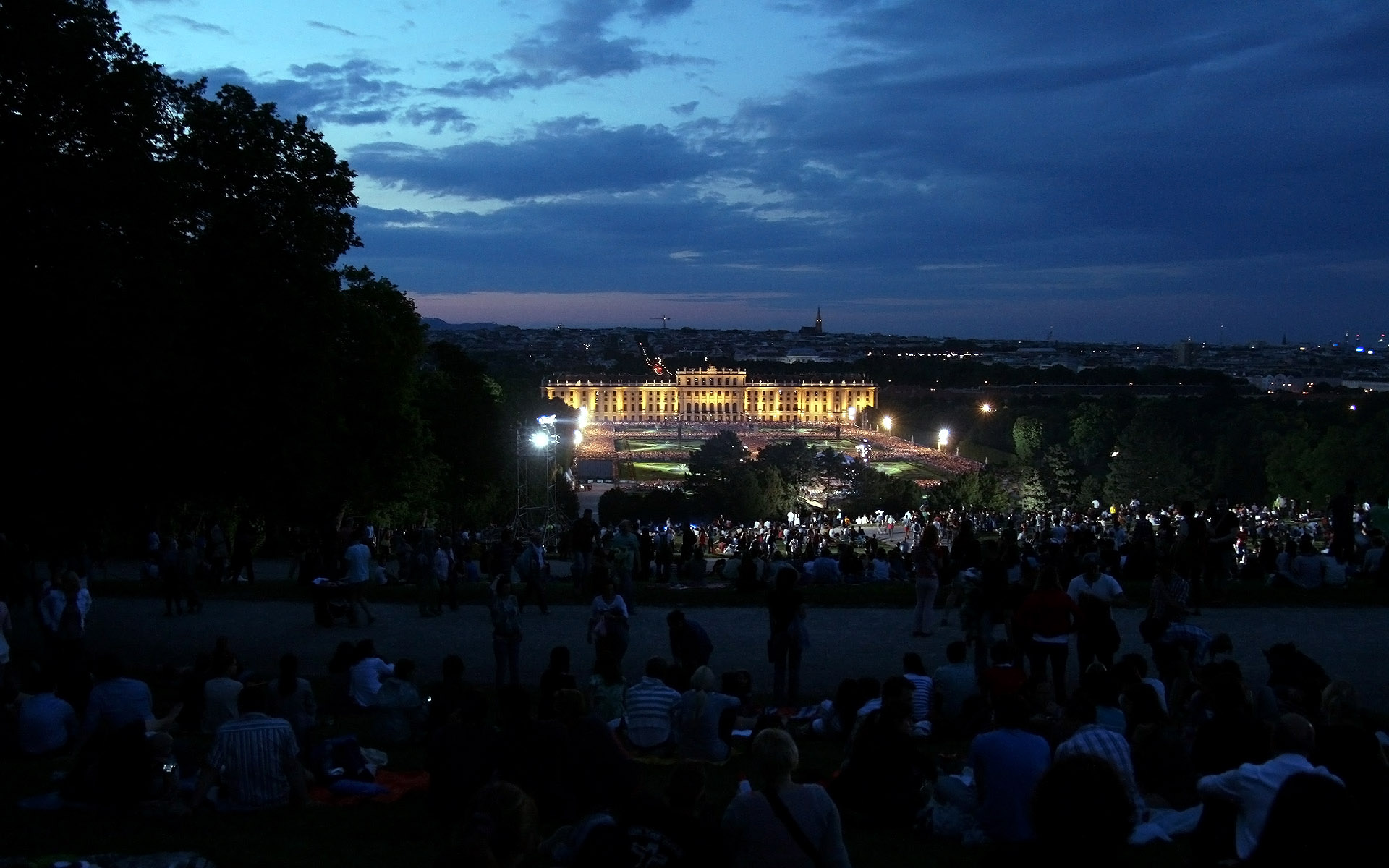
Vista desde la Glorieta al escenario, jardines y palacio 2012

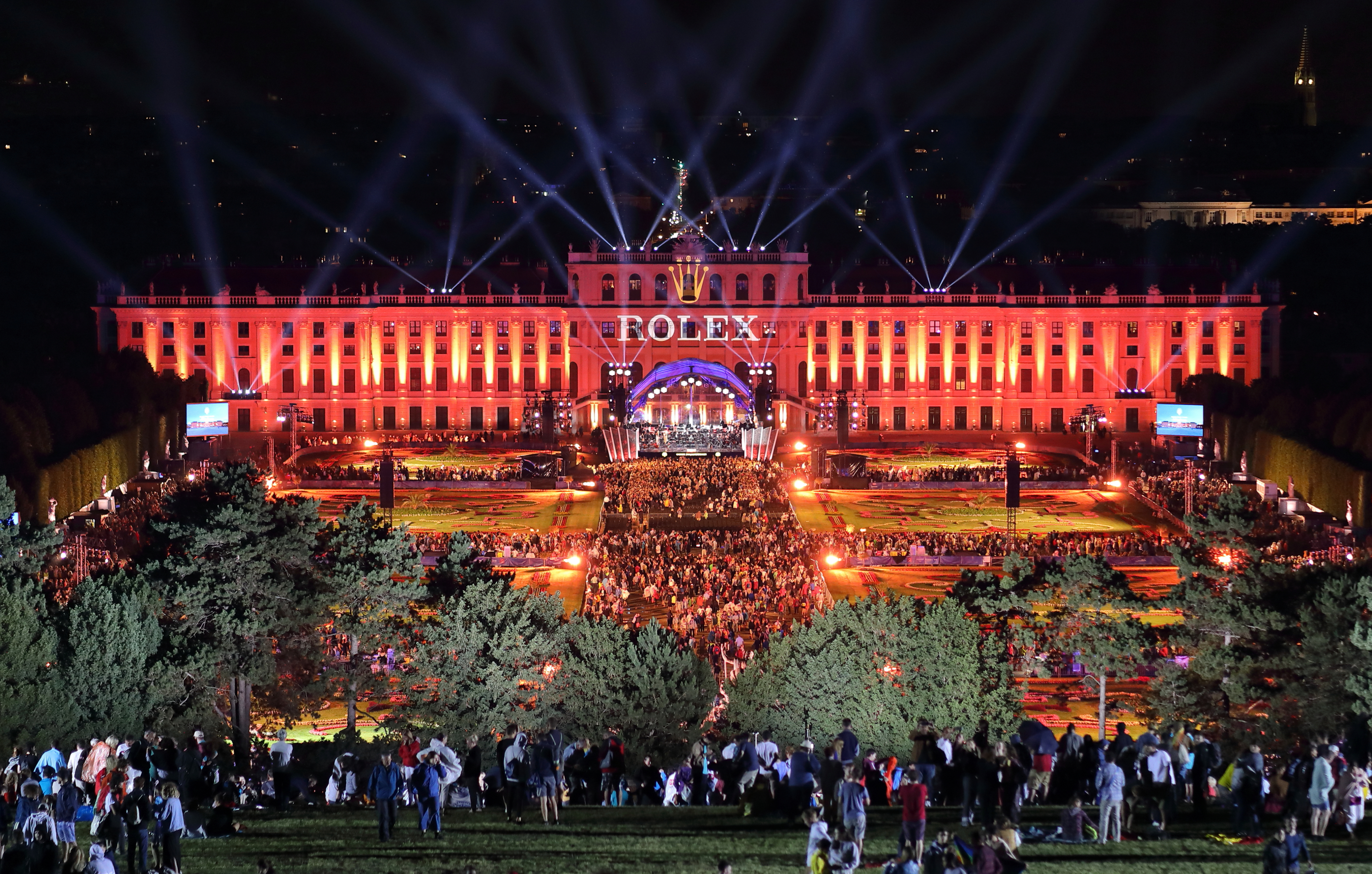
Concierto de una noche de verano 2019

El Concierto de una noche de verano de 2012 fue dirigido por Gustavo Dudamel . Gregor Hatala coreografió la actuación del ballet de la Ópera Estatal de Viena en un escenario especialmente construido en el estanque frente a la Glorieta . En 2013 , Lorin Maazel fue director de orquesta y en 2014 , Christoph Eschenbach.
En 2015, el concierto tuvo lugar nuevamente el 14 de mayo bajo la dirección de Zubin Mehta,  por primera vez como concierto inaugural de las Semanas del Festival de Viena.

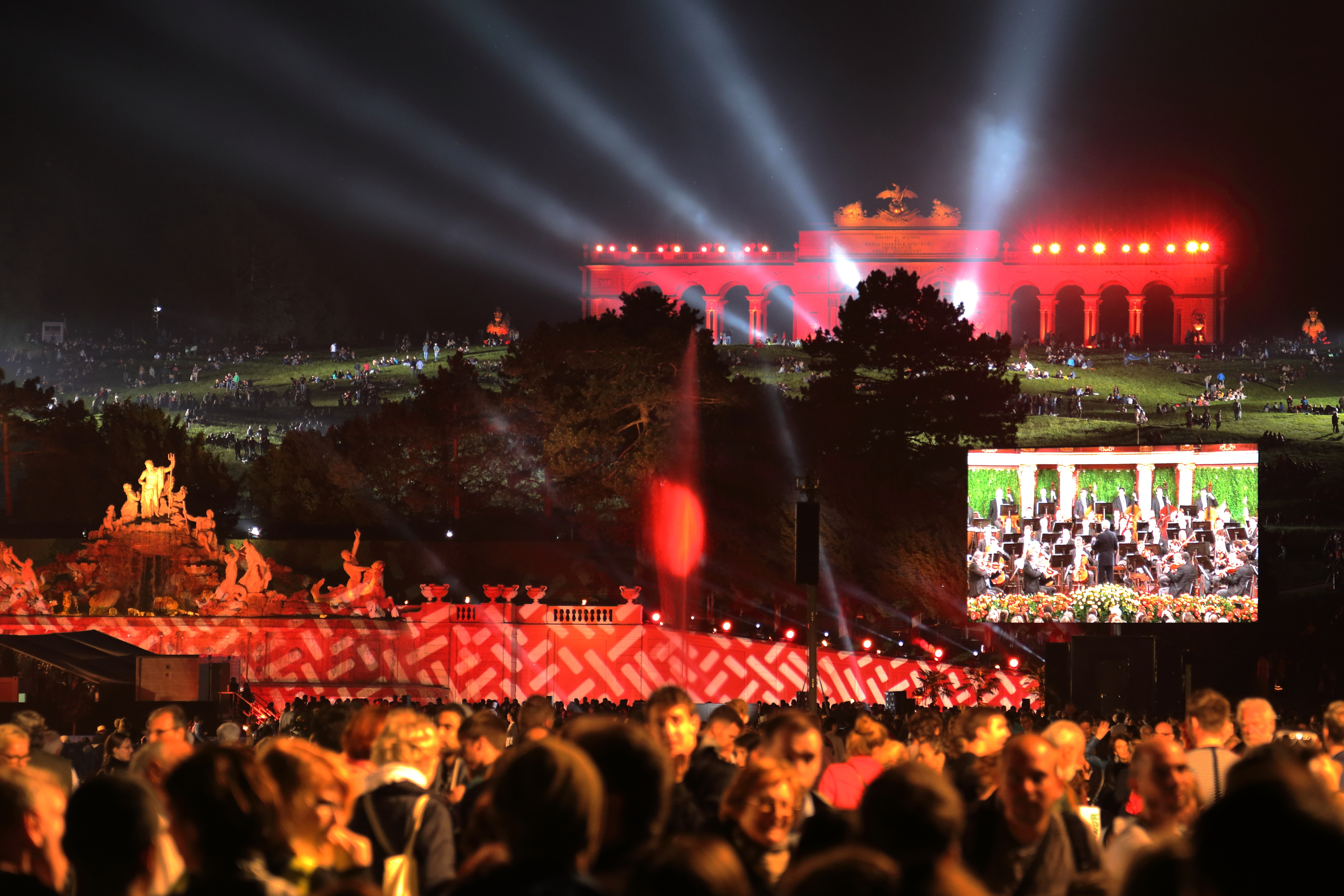
Concierto de una noche de verano 2016

En 2016, el concierto tuvo lugar el 26 de mayo bajo la dirección de Semyon Bychkov. Se interpretaron obras de Georges Bizet, Hector Berlioz, Francis Poulenc y Maurice Ravel. Las hermanas Katia y Marielle Labèque tocaron el piano.  Al concierto asistieron más de 100.000 personas y fue transmitido por 83 cadenas de televisión en 82 países. También se organizaron proyecciones públicas en directo en las ciudades de Londres, Madrid, Monza y Bucarest. 
En 2017 se giró el escenario para que se pudiera ver el palacio de Schönbrunn al fondo. Este concierto del 175 aniversario de la Filarmónica bajo la dirección de Christoph Eschenbach fue retransmitido una vez más por más de 80 cadenas de televisión. También se retransmitieron para los televidentes impresiones de los jardines del palacio barroco y del zoológico de Schönbrunn.
La 15.ª edición del concierto el 31 de mayo de 2018 fue dirigida por Valery Gergiev por tercera vez tras 2007 y 2011, con Anna Netrebko como solista.
El Concierto de una noche de verano 2019 tuvo lugar el 20 de junio en el parque del Palacio de Schönbrunn con escenario abierto hacia Gloriette. El director fue Gustavo Dudamel y la solista fue Yuja Wang . Al concierto bajo el lema “Rhapsody in Blue” asistieron unas 85.000 personas y se retransmitió en unos 80 países.
En 2020, el concierto se pospuso para el 18 de septiembre debido a la pandemia de COVID-19 . El día del concierto, el parque del palacio estuvo cerrado al público debido a la pandemia, sólo se permitió la entrada a 1.250 visitantes.